# Sobochicos
Sobochicos —estilizado Soboce presenta: Sobochicos— es una serie animada en CGI boliviana producida por SOBOCE para PAT y desde la segunda temporada, para Red Uno. Se emitió originalmente en el 2009 hasta el 2011. La serie se produjo como parte de la política de Responsabilidad Social de SOBOCE, una empresa que es propiedad del Grupo Gloria.

## Sinopsis
La miniserie presenta a 6 chicos: Sobocito, Viachita, Puenteñito, Emisita, Warnesito y Mixito, quienes deberán defender el medio ambiente, el planeta Tierra y su amada patria Bolivia. Se enfrentan a Dr. Contaminoso, debido a que los Sobochicos, la mayoría de veces, frustran los planes de contaminar el mundo. La mayoría de los problemas se relacionan con el reciclaje de basura, cuidado de energía, uso del agua, limpieza de áreas naturales y ríos, biodiversidad del país y disminución de la contaminación.

## Personajes
- Sobocito
- Viachita
- Puenteñito
- Emisita
- Warnesito
- Mixito
- Dr. Contaminoso

## Episodios
| Temporada | Temporada | Episodios | Episodios | Emisión original | Emisión original |
| Temporada | Temporada | Episodios | Episodios | Primera emisión  | Última emisión   |
| --------- | --------- | --------- | --------- | ---------------- | ---------------- |
|           | 1         | 12        | 12        | 2009             | 2009             |
|           | 2         | 12        | 12        | 2010             | 2010             |
|           | 3         | 12        | 12        | 2011             | 2011             |

## Recepción

### Emisión
Se estrenó oficialmente el año 2009, por la Red PAT, el año siguiente, en 2010, Red Uno transmitió las dos temporadas completas en su bloque infantil, Plaza Uno y luego en su programación habitual hasta el 2011. También fue exhibida el 5 de septiembre de 2011 en el Festival Internacional del Cine Verde.

### Edición en DVD
Durante las campañas de Responsabilidad social, Descubre y Aprende con Cemento Warnes, SOBOCE distribuyo como premios a varios colegios, en recompensa de una visita al Parque ecológico Yvaga Guazú, varios DVD que contenían los episodios completos de las 3 temporadas de Sobochicos.

### Resurgimiento
Debido a que varios fragmentos se subieron al TikTok de LenzAnimaciones (la productora de Sobochicos y Los Frutis), se ha anunciado, entre otros proyectos, la posibilidad de un resurgimiento de la serie.